# Гардон
Гардон (фр. Gardon) је река у Француској. Дуга је 127 km. Улива се у Рону. 